# Aleksandar Vujić
Aleksandar S. Vujić (* 30. Oktober 1945 in Senta; † 6. September 2017 in Belgrad) war ein serbischer Komponist, Pianist und Dirigent.

## Leben
Vujić studierte Klavier, Komposition und Dirigieren an der Fakultät für Musik der Universität der Künste Belgrad, an der er später selbst eine Professur bekleidete. Er war Präsident der Union der serbischen Heimat- und Diaspora–Chöre. Seine Chorstücke, die im Synkope Verlag (Deutschland) erschienen sind, wurden in den USA, Deutschland, Italien, Ungarn und Serbien aufgeführt. Vujić war Gründer des Kammerorchesters „Simfonietta Belgrad“ und Gründer, Art Director und Dirigent des Madrigalchors der Fakultät für Musik in Belgrad.
Mit seiner Komposition „Gloria“ wurde im Jahr 2000 das Chorfest in Bayern und das Konzert zum 125-jährigen Jubiläum der Franz-Liszt-Musikakademie in Budapest eröffnet.
Er war zu Lebzeiten der einzige serbische Komponist, der in der Enzyklopädie der Chormusik des 20. Jahrhunderts in den USA (Choral Music im zwanzigsten Jahrhundert, Nick Strimple, Amadeus Press) eingetragen war. Vujić war für die Zeit von 2013 bis 2015 als Berater der European Choral Association bestellt. Zudem schrieb er eine Vielzahl an Werken anderer Gattungen.

## Werke
- Andeleli oboduo
- Ave Maria
- Chad gad-ya
- Dance
- Dance II
- Das kleine Haus unter Bäumen am See
- Die da oben
- Ehre sei dir
- Friedberger Friedensmotette (Dona nobis pacem)
- Friedberger Friedensmotette (Komm näher, Frieden, komm)
- Gloria
- Grab und Mond (Silberblauer Mondenschein fällt herab)
- Had gad-ja
- Hasydic Song
- Jazz art
- Mit dir will ich glücklich sein
- Oh, Vater im Himmel
- Our Father
- Pater noster
- Those upstairs
- Urukumbuzi song
- Vater unser

## Preise und Auszeichnungen
- 1983: Kodály-Medaille
- 1988: Israelische Staatsmedaille